# Новосёловка (Южная железная дорога)
Новосёловка (укр. Новоселівка) — железнодорожная платформа Южной железной дороги, находящаяся в Новобаварском районе города Харькова, в непосредственной близости от исторического района города Новосёловка. Поезда дальнего следования, а также некоторые пригородные по платформе Новосёловка не останавливаются.

## Путевое развитие
Остановочный пункт расположен на территории станции Харьков-Пассажирский, посадочными платформами оборудованы её пути 1ЮА, 2ЮА, 3ЮА, 4ЮА и 5ЮА.
До середины 1980-х годов Новосёловка была самостоятельной станцией.

## Сооружения
Здание вокзала с кассой (работает круглосуточно, организована продажа билетов на поезда дальнего следования), косметический ремонт проведён в 2002 году, пешеходные мосты (выходами к поездам оборудован только Северный), здание крытого перехода над путями 3ЮА и 4ЮА (не работает), буфет, а также уборная.

## Поезда
Участок Харьков-Мерефа обслуживается исключительно электропоездами ЭР2, ЭР2Р, ЭР2Т депо Харьков. 
Участки Харьков-Новая Бавария, Харьков-Шпаковка обслуживаются исключительно электропоездами ЭР2, депо Люботин. 
Участок Харьков-Основа обслуживается обоими депо.
В чётном направлении поезда идут до станции Харьков-Пассажирский, в нечётном — до станций Мерефа, Змиёв, Борки, Лихачёво, Беляевка, Лозовая, Власовка, Красноград, Савинцы, Изюм, Эсхар, Коробочкино, Люботин, Люботин-Западный, Огульцы, Полтава-Южная, Мерчик, Смородино, Золочев, Готня.